# José Anigo
José Anigo (Marsiglia, 15 aprile 1961) è un dirigente sportivo, allenatore di calcio ed ex calciatore francese, di ruolo difensore, direttore dell'area professionale  dell'Olympiacos.

## Biografia
Il figlio Adrien, nel 2013, all'età di 30 anni, è stato ucciso a colpi di pistola.

## Carriera

### Giocatore
Disputa gran parte della sua carriera nella squadra della città natale, Marsiglia, contribuendo a riportare l'Olympique de Marseille nel massimo campionato francese nella stagione 1983-1984. Dopo aver collezionato oltre 200 presenze con l'OM, chiude la carriera disputando tre stagioni al Nîmes, ritirandosi dal calcio giocato nel 1990.

### Allenatore
Dopo aver allenato alcune piccole formazioni locali, nell'estate del 2001 si trova, per un breve periodo, come allenatore dell'OM. Ricopre nuovamente questa carica nel corso della stagione 2003-2004, subentrando ad Alain Perrin, e guida la squadra, che poteva contare su giocatori come Fabien Barthez e Didier Drogba, fino alla finale di Coppa UEFA persa 2-0 contro il Valencia. Riconfermato in panchina, nel novembre 2004 viene esonerato dopo alcuni brutti risultati. Rimane nell'organigramma del club come direttore sportivo, finché non ritorna in panchina nel dicembre 2013 a seguito dell'esonero di Élie Baup.

## Palmarès

### Giocatore

#### Competizioni nazionali
- Campionato francese di seconda divisione: 1

O. Marsiglia: 1983-1984 (gruppo A)